# الشيخية (العراق)
الشيخية منطقة عراقية في شمال شرق ناحية مركز قضاء السلمان بمحافظة المثنى بالبادية العراقية جنوب العراق، وفيها فيضة الشيخية، وتل الشيخية، وفي سنة 2018 عُثر في الشيخية على مقبرة جماعية من عهد حكم حزب البعث.